# 簡閲点呼
簡閲点呼（かんえつてんこ）は、旧日本陸軍、海軍で、予備役、後備役の下士官、兵卒および第一補充兵を、参会させ、短時間の試問応答によって在郷軍人の本務を査閲点検し教導することである。　　　　　

## 概要
- 参会の回数、年次は、規定がある場合を除き、次の各号による（陸軍召集規則昭和2年11月30日省令25）。
  - 予備役、後備役下士官にあっては通常1年おきに、第2項に列記する1ないし3の起算の年から12年に満ちる間に行う。
  - 予備役、後備役兵および第一補充兵（いまだ教育していない者は除く）にあっては服役期間を通じ5回とし、通常1年おきとする。
  - いまだ教育を終えていない第一補充兵（在隊3ヶ月未満で現役から補充兵に転じた者などを含む）にあっては服役期間を通じ4回とし、通常2年おきとする。

- 前項の執行年次は、次の各号の年を執行第一年次として計算する。
  - 下士官（志願によらずに下士官に任官した者および幹部候補生出身の者を除く）にあっては任官年の翌年
  - 幹部候補生出身の下士官にあっては入営年の翌年
  - 兵および志願によらずに兵から下士官に任官した者にあっては徴集年の翌年。軍事上必要のあるときは第1項の規定にかかわらず簡閲点呼を執行されることがある

- 寄留地簡閲点呼 - 在郷軍人で寄留地で簡閲点呼を受けようとする者は毎年3月31日までに寄留地の連隊区司令官に宛てて市長（東京、京都、大阪、名古屋、横浜、神戸の各市では区長）または町長、村長および警察署長を経由して願書を差し出すときは、連隊区司令官はこれを許可するのを例とする。
- 簡閲点呼の免除、延期および参会期日の変更を希望する者はそれぞれの手続きを要する（召集規則154～159）。
- 簡閲点呼の令状は連隊区司令官から、参会期日前おおむね40日以前にこれを町長、村長に送付する。送付を受けた市長、村長は直にこれを本人に交付する。
- 令状または参会の通報を受けた者は指定の日時に点呼場に到着し簡閲点呼執行官に届け出る。
- 疾病、犯罪その他避けるべからざる事故により参会し能わざる者は、本人または本人に代わって願いまたは届け出るべき規則がある（召集規則170～171）。